# 琼文 (地理)
琼文在地理上指的是海南省历史上的琼山县和文昌县，琼文一词多用于抗战时期现今较少使用。

## 琼文地区
琼文地区包括以下乡镇和街道:
琼山地区的府城镇、云龙镇、红旗镇、三门坡镇、大坡镇、甲子镇、旧州镇、龙塘镇、龙泉镇、龙桥镇、新坡镇、遵谭镇、灵山镇、演丰镇、三江镇、大致坡镇、石山镇、永兴镇、东山镇、城西镇、长流镇、西秀镇、海秀镇、国兴街道、海府街道、蓝天街道、博爱街道、海甸街道、人民路街道、白龙街道、和平南街道、白沙街道、新埠街道、中山街道、滨海街道、金贸街道、大同街道、海垦街道、金宇街道、秀英街道、海秀街道。
(注:琼山地区不是指现今的琼山区，而是指1949年时琼山县的范围)
文昌地区的文城镇、重兴镇、蓬莱镇、会文镇、东路镇、潭牛镇、东阁镇、文教镇、东郊镇、龙楼镇、昌洒镇、翁田镇、抱罗镇、冯坡镇、锦山镇、铺前镇。

## 琼文高速公路
琼文高速公路起点为琼山桂林洋，终点为文昌英城，总长51.66公里。 